# Fachakademie für Sozialpädagogik der Evangelischen Diakonissenanstalt Augsburg
Die Fachakademie für Sozialpädagogik der Evangelischen Diakonissenanstalt Augsburg ist eine der ältesten konfessionell gebundenen Ausbildungsstätte für staatlich anerkannte Erzieher und Erzieherinnen in Bayern. Sie kann auf eine über 120-jährige Tradition blicken. Träger der Einrichtung ist die Evangelische Diakonissenanstalt Augsburg. Die Ausbildungsstätte ist dem Berufsverband evangelischer Ausbildungsstätten für Sozialpädagogik (BeA) angeschlossen.

## Vergangenheit und Gegenwart
Bereits ab 1889 richtete die Diaconisse Margarethe Gerhard in den Sommermonaten Kindergartenlehrkurse für ihre Mitschwestern, die unausgebildet in Kleinkinderbewahranstalten arbeiteten, ein. Die Nachfrage aus dem gesamten bayerischen Raum war enorm, so dass noch im gleichen Jahr die Diakonissenanstalt in einem Bittgesuch an die Königl. Regierung von Schwaben und Neuburg die Genehmigung zur Errichtung einer Kleinkinderbewahranstalt auf dem Areal des Diaconissenhauses erbat, um den Schwestern die Ausbildung für ihren künftigen Beruf von jetzt ab im Mutterhaus selbst... zu gewähren. Schließlich konnte am 3. Dezember 1899 die  Kleinkinderbewahranstalt feierlich unter Beteiligung zahlreicher Honoratioren der Stadt und der Diakonie eingeweiht werden. Neben der praktischen Arbeit mit den Kindern erhielten die Schülerinnen zur Vertiefung der Praxis noch einige Stunden theoretischen Unterricht, orientiert an der Pädagogik Friedrich Fröbels: Fröbels Erziehungslehre (unter besonderer Berücksichtigung der Mutter und Koselieder), Theorie der Fröbel'schen Beschäftigungs- und Bildungsmittel etc. Der Zugang zur Ausbildung war von Anfang an auch für weltliche junge Mädchen und Frauen offen. Das Kindergärtnerinnenseminar erfreute sich eines regen Zuspruchs, weit über die Stadt Augsburg hinaus. Im Jahr 1910 erfolgten die staatliche Genehmigung sowie eine Umstrukturierung der Ausbildung, entsprechend den in diesem Jahr erlassenen staatlichen Bestimmungen. Die Vorbereitung auf den Beruf der Kindergärtnerin umfasste nun einen Zeitraum von 1 bis 1 ½ Jahren.
Im Jahr 1928 wurde durch Erlass der Regierung von Schwaben und Neuburg die Ausbildung der Kindergärtnerinnen und Hortnerinnen zusammengelegt. Die Ausbildungszeit betrug zwei Jahre. Fortan nannte sich die Ausbildungsstätte „Kindergärtnerinnen- und Hortnerinnenseminar“.
Während der Zeit des Nationalsozialismus unterlag die  Ausbildungsstätte staatlichen Schikanen, zumal ihre christliche Ausrichtung den Machthabern von Anfang an eine Dorn im Auge war. Bereits für das Schuljahr 1933/34 musste das Fach Rassenkunde eingeführt werden und ab Anfang 1938 durften keine Gottesdienste mehr gehalten werden. Ferner erging  schon für das Schuljahr 1933/1934 die ministerielle Verordnung an das Seminar, die nationalsozialistischen Fest- und Feiertage gebührend zu berücksichtigen. Mit Ende des Schuljahres 1941/42 brach eine über 50-jährige Tradition abrupt ab, die „Gnadenfrist“ für die Schule ging zu Ende und wurde verboten. Neben der christlichen Ausrichtung  des Seminars war ein weiterer Grund seiner Schließung, dass im neu errichteten NSV.-Kindergärtnerinnen- und Hortnerinnen-Seminar Friedberg bei Augsburg nun genügend linientreue Kindergärtnerinnen und Hortnerinnen ausgebildet werden konnten, wie in nationalsozialistischen Einrichtungen benötigt wurden.
Bald nach dem Zusammenbruch der Nazi-Gewaltherrschaft erhielt die Ausbildungsstätte, nach Überprüfung der Schule und der gemeldeten Lehrkräfte, das benötigte Apporoval for the reopening of the seminary for kindergarden teachers. Das Office of Military Governement for Regierungsbezirk Schwaben schrieb kurz und bündig an die Verantwortlichen der Diakonissenanstalt:
Your application for the Reopening of the above namend school is herewith approved
1967 konnte die Schule in ein neues Gebäude auf dem Gelände der Diakonissenanstalt einziehen. Im Zuge der schulischen Veränderungen in Bayern wurde 1968 das Kindergärtnerinnen- und Hortnerinnenseminar umgewandelt in eine Fachschule für Sozialpädagogik und erhielt als solche 1972 die staatliche Anerkennung. Fünf Jahre später erfolgte eine erneute Umwandlung zur Fachakademie für Sozialpädagogik. 2001 wurde das Sozialpädagogische Seminar mit der Option, nach zwei Jahren den Berufsabschluss Staatlich geprüfte/r Kinderpfleger/in zu erwerben, eingeführt.
Im Jahr 2005 verließ die Fachakademie für Sozialpädagogik die angestammte Heimat, Mitten in Augsburg, und übersiedelte an die Evangelische Meile, Hooverstraße 5, in das Gebäude der Evangelisch-Lutherischen Gesamtkirchengemeinde.

## Leitbild
Das Leitbild der dreizügig geführten Fachakademie für Sozialpädagogik der Evangelischen Diakonissenanstalt Augsburg beruht auf dem christlichen Menschenbild. Die Ausbildungsstätte ist ein Ort, an dem sich christliches Leben vollzieht. Sie ist ein Ort, aus dem heraus die Studierenden befähigt werden sollen, in den unterschiedlichsten Arbeitsfeldern der Sozialpädagogik junge Menschen  in ihrem Entwicklungs- und Bildungsprozess sowie in das Hineinwachsen in unsere Gesellschaft kompetent zu begleiten, sowie Eltern in ihrer Erziehungsarbeit zu beraten und zu unterstützen.